# Tisovac Žumberački
Tisovac Žumberački is een plaats in de gemeente Samobor in de Kroatische provincie Zagreb. De plaats telt 7 inwoners (2001).